# Інженер-підполковник
Інженер-підполковник  (лат. ingenium — «здібність», «винахідливість»; і підполковник) — військове звання старшого офіцерського інженерного складу у деяких країнах, зокрема у Російській імперії та СРСР.
Військове звання старшого офіцерського, інженерно-технічного складу Червоної армії в 1942/1943–1971. Еквівалентом звання у сухопутних силах було звання підполковник, серед інженерно-технічного складу ВМС — інженер-капітан 2-го рангу.
Інженер-підполковник був вище за рангом за інженер-майора і нижче за інженер-полковника.
В залежності від роду військ військовика були інженер-підполковники: інженерно-авіаційної служби, інженерно-артилерійської служби, інженерно-танкової служби. У береговій службі ВМФ рід військ не додавався до звання.

## Історія використання в СРСР

### Передумови
22 вересня 1935 року, при введенні персональних військових звань, для начальницького складу військово-технічного складу РСЧА та ВМС, були введені окремі звання, які відрізнялися від загальновійськових. У вересні 1939 року, відбуваються зміни серед порядку звань, та їх співвідношень, додається звання підполковника (командний склад) та аналогічних звань серед начальницького складу (старший батальйонний комісар військово-політичного складу). Серед військово-технічного складу звання аналогічне полковнику було відсутнє, а звання воєнінженер 1 рангу (яке до 1939 року збігалося зі званням «полковник»), стало співвідноситися, зі званням «підполковник».

### Введення
У 1942/43 роках відбувається уніфікація військових звань різних складів та служб РСЧА та флоту. 
Звання «інженер-підполковник» введене постановами ДКО СРСР:
- від 22 січня 1942 № 1180сс «Питання військово-повітряних сил Червоної Армії» звання інженер-підполковник інженерно-авіаційної служби;
- від 4 квітня 1942 № 1528 «Про введення персональних військових звань інженерно-технічному складу ВПС ВМФ» і наказом НК ВМФ від 10 квітня 1942 ті самі звання вводились в ВМФ СРСР;
- від 3 березня 1942 № 1381 «Про введення персональних військових звань інженерно-технічному складу артилерії Червоної Армії» і наказом військового комісаріату оборони СРСР №68 від 4 березня 1942 звання інженер-підполковник інженерно-артилерійської служби.
- від 7 березня 1942 № 1408 «Про введення персональних військових звань інженерно-технічному складу автобронетанкових військ Червоної армії» і наказом військового комісаріату оборони СРСР №71 від 8 березня 1942 вводилися звання інженерно-технічного складу, зокрема інженер-підполковник інженерно-танкової служби.

### Скасування
18 листопада 1971 року, звання інженер-підполковника було скасовано, і замінено на загальновійськовий еквівалент «підполковник». Офіцери які мали вищу технічну освіту, мали приставку до звання "-інженер" (наприклад "підполковник-інженер"), ті що мали середню технічну освіту, мали приставку до звання "технічної служби" (наприклад "лейтенант технічної служби").

## Знаки розрізнення (1943-1971)
Згідно указів Президії Верховної Ради від 6 січня 1943 року «О введенні нових знаків розрізнення для особового складу Червоної Армії» та від 15 лютого 1943 року «О введенні нових знаків розрізнення для особового складу ВМФ» вводяться нові однострої, та нові знаки розрізнення. Замість петлиць вводяться погони на яких стали розміщуватися знаки розрізнення. Знаки розрізнення майже збігалися з імперськими. Погони інженера-підполковника (ідентичні підполковницьким погонам) мали по два поздовжніх просвіти притаманні старшим офіцерам. На кожному погоні розташовувалося по дві металеві п'ятипроменеві зірочки (такі знаки розрізнення були у імперського майора). На відміну від імперських знаків розрізнення, де зірочки були одного розміру для усіх рангів офіцерів, зірочки на погонах старших офіцерів РСЧА, були більше за розміром від зірочок на погонах молодших офіцерів. 
Офіцерські погони (зразка 1943 року) інженерно-технічного складу виготовлялися з срібного галуну чи білого шовку, емблеми та зірочки на погонах — позолочені. У інженерно-командного складу просвіти та канти були згідно роду військ. Наприклад підполковник авіації мав погон з двома блакитними просвітами та кантами, на якому розміщувалися дві сріблясті зірочки, та емблема роду військ, а інженер-підполковник мав срібний погон, з блакитними просвітами та кантами, на якому розміщувалися золотисті зірочки, та така ж емблема роду військ.
В такому вигляді знаки розрізнення  інженерів-підполковників проіснували до скасування звання у 1971 році.

## Див також
Директор-підполковник